# Vadonia frater
Vadonia frater là một loài bọ cánh cứng trong họ Cerambycidae.